# RQ-35 Heidrun
RQ-35 Heidrun — це військовий безпілотний літальний апарат (БПЛА) виробництва Sky-Watch (Данія), призначений для розвідки та виявлення цілей на малих висотах.
RQ-35 Heidrun належить до БПЛА з нерухомим крилом, який запускається з руки та оперативно збирає дані з критично важливої зони, не наражаючи при цьому оператора дрона на небезпеку прямого вогню. Радіус збирання даних та передачі потокового відео сягає до 30 км, тоді як генерування нового 2D/3D картографічного матеріалу — до 25 кілометрів .

## Наземна станція
Компактна наземна станція має ступінь захисту оболонки IP68 та універсальне кріплення для антени ближнього або дальнього радіусу дії. Патч-антена ближнього радіуса дії дає змогу підтримувати зв'язок з БПЛА на відстані до 25 км. Для зв’язку на відстані більш як 30 км (за межами прямої видимості) використовується патч-антена дальнього радіусу дії, яка постійно відстежує БПЛА. 

## Конструктивні особливості
Повністю укомплектована система БПЛА RQ-35 Heidrun разом з патч-антеною близького радіусу дії вміщається в пластиковий бокс.

## Корисне навантаження
Платформа БПЛА RQ-35 Heidrun має багатоцільову конструкцію, що дає змогу використовувати різні варіанти корисного навантаження. 
Корисним навантаженням RQ-35 Heidrun є двоканальна EO/IR стабілізована камера вагою 160 г. 
Для картографування використовується фотокамера, яка поєднує CMOS датчик  зображення Exmor™ формату APS-C  із процесором BIONZ X™ для створення високоточних зображень 24 Мп для різноманітних застосувань. При цьому використовуються змінні об’єктиви E-Mount.

## Технічні характеристики
- Тривалість польоту: 1,5-2,5 години (залежно від застосування)
- Ручний запуск
- Час розгортання: 5 хв.
- Крейсерська швидкість: 16 м/с
- Здійснення посадки: в радіусі 7,5-12,5 м.

## Використання
- Використовуються підрозділами ЗСУ, партія дронів була закупована за донати Марка Гемілла, що були направлені до платформи UNITED24 [3]